# 고양이에게 밥을 주지 마세요
고양이에게 밥을 주지 마세요(Don't Feed The Stray Cats)는 한국에서 제작된 김희주, 정주희 감독의 2020년 다큐멘터리 영화이다. 권나영 등이 주연으로 출연하였다.

## 출연

### 주연
- 권나영

## 제작진
- 동시녹음: 김희주
- 사운드: 정현우